# بیورن یارنسیدا
بیورن یارنسیدا (به زبان نروژی باستان: Bjǫrn Járnsíða) از فرمانروایان وایکینگ‌ها و پادشاه اسکاندیناوی بود. بر طبق تاریخ سده‌های ۱۲ و ۱۳ میلادی اسکاندیناویایی، او فرزند راگنار لودبروک، پادشاه وایکینگ‌ها و آسلاگ ملکهٔ دانمارک بود. او در سدهٔ ۹ میلادی زندگی می‌کرد و با اطمینان بین سال‌های ۸۵۵ و ۸۵۸ در قید حیات بوده‌است.
او پس از آن‌که در نبردهای بزرگ تن‌به‌تن زور و توان زیادی از خود نشان داد و همواره جان سالم به‌در برد، از سوی پدرش ملقب به پولادین یا یارنسیدا (به معنای رویین‌تن) شد.

## انتقام پدر
او به همراه چهار برادر دیگرش اوبه، سیگارد مار در چشم، هویتسرک، و ایوار بی‌استخوان به دلیل انتقام مرگ پدرش که به دست کینگ الا کشته شده بود به انگلستان حمله کرد و پادشاه آن را کشت.

## در رسانه‌ها
شخصیت اصلی در مجموعه تلویزیونی وایکینگ‌ها، با نقش‌آفرینی نیتان اوتول در نقش پسر جوان و الکساندر لودویگ در نقش بزرگسالی با الهام از این شخصیت تاریخی حضور دارد، و به عنوان پسر لاگرتا تصویر شده‌است، در ازای آنکه فرزند آسلاگ باشد. همچنین بر طبق باور عامیانه، بیورن پسر بزرگ خانواده نیست، در حالی که در مجموعه تلویزیونی او بزرگ‌ترین پسر راگنار لودبروک به‌شمار می‌رود.